# Landschaftsschutzgebiet Windwehetal und Seitentäler

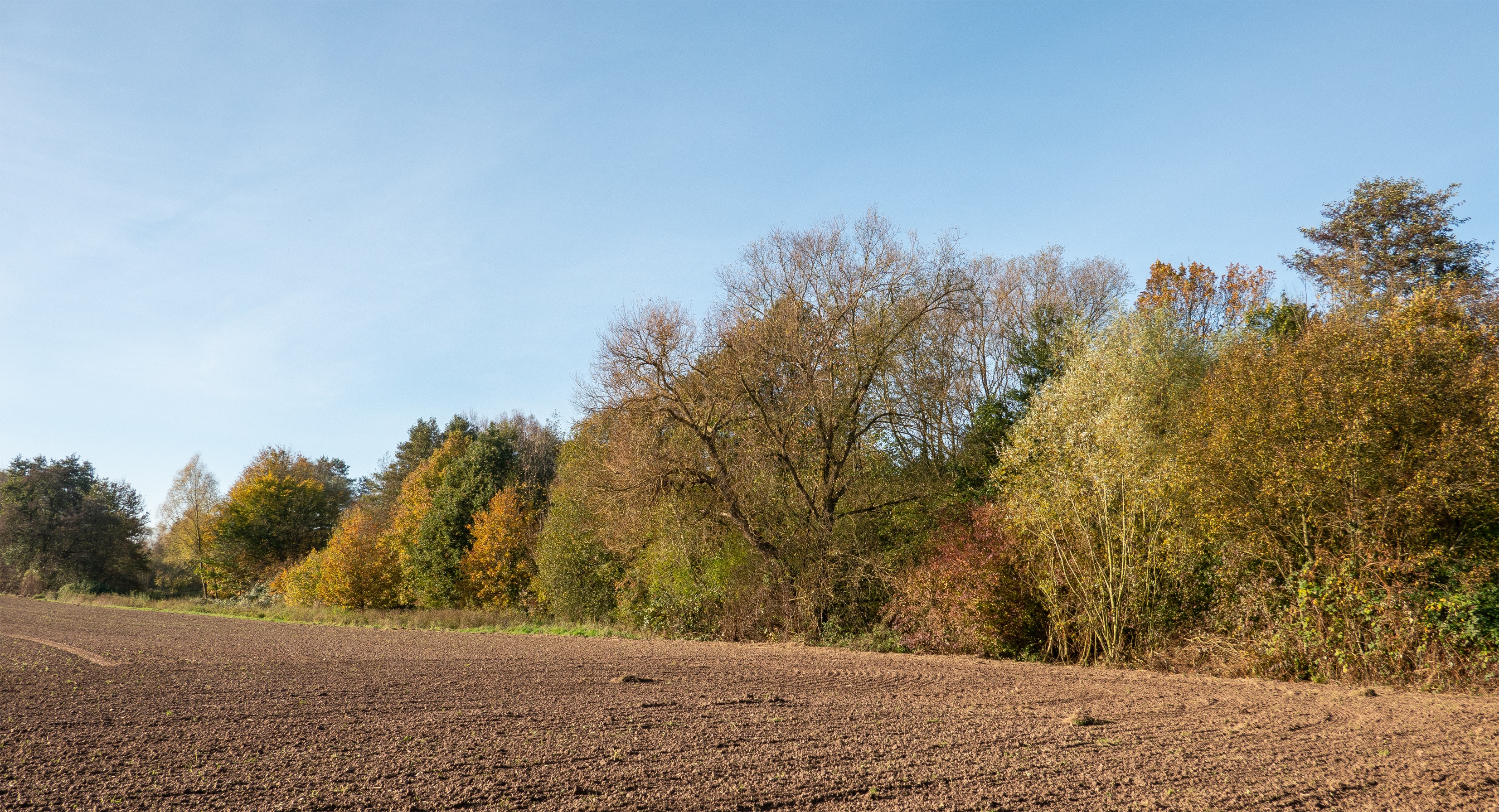
Landschaftsschutzgebiet Windwehetal und Seitentäler

Das Landschaftsschutzgebiet  Windwehetal und Seitentäler mit etwa 43,7 ha Flächengröße liegt im Gemeindegebietes von Leopoldshöhe. Es wurde 2001 mit dem Landschaftsplan Nr. 2 Leopoldshöhe/Oerlinghausen-Nord durch den Kreistag des Kreises Lippe als Landschaftsschutzgebiet (LSG) ausgewiesen. Das Naturschutzgebiet Windwehetal grenzt westlich an das LSG.

## Beschreibung
Das LSG umfasst das Talsystem der Windwehe mit seinen Seitentälern Eselbach, Holzkampbach, Siekbach und Fettpottbach. Das LSG grenzt teils direkt an die Bebauung von Asemissen. Die Bäche mäandrieren zum Teil sehr stark. Die Bäche verlaufen teils durch naturnahe Eichen-Hainbuchenwälder. An den Bächen stehen Ufergehölze des Bach-Erlen-Eschen-Waldes sowie Auwaldrelikte. Im LSG liegen zahlreiche Teiche. Die Teiche weisen z. T. ausgeprägte Röhricht- und Verlandungszonen auf. Außer Waldbereichen liegen Grünlandbereiche im Schutzgebiet. Teilweise handelt es sich um extensiv genutztes Grünland und Brachflächen mit ausgeprägten Feucht- und Nassbereichen.
Der Landschaftsplan Nr. 2 Leopoldshöhe/Oerlinghausen-Nord führt zum Landschaftsschutzgebiet aus: „Die morphologisch ausgeprägten Siekböschungen mit ihren Hochstaudensäumen übernehmen hier wichtige Biotopvernetzungsfunktionen.“

## Schutzzwecke für das LSG
Laut Landschaftsplan erfolgte die Ausweisung des LSG
- „zur Erhaltung und Wiederherstellung der Leistungsfähigkeit des Naturhaushaltes mit seinen vielfältigen Funktionen Wasserschutz, Klimaschutz, Bodenschutz, Biotop- und Artenschutz in einem durch Siedlungsbereiche, Streubebauung und Verkehr stark beanspruchten und z.T. beeinträchtigten Raum,“
- „zur Erhaltung der Nutzungsfähigkeit der Naturgüter,“
- „zur Erhaltung und Entwicklung des für den Planungsraum typischen Landschaftsbildes mit seinen prägenden Tälern, naturnahen Waldbeständen, geomorphologischen Ausprägungen und gliedernden und belebenden Elementen,“
- „zur Erhaltung und Sicherung der besonderen Bedeutung des Planungsraumes für die Erholung.“[1]

## Rechtliche Vorschriften
Im Landschaftsschutzgebiet ist unter anderem das Errichten von Bauten und Fischteichen verboten. Grün- und Brachland darf nicht in eine andere Nutzungsart umgewandelt oder umgebrochen werden.